# Danske Arkitektvirksomheder
Danske Arkitektvirksomheder, DANSKE ARK, (tidligere Praktiserende Arkitekters Råd, PAR) er en forening af private rådgivende arkitektvirksomheder i Danmark. DANSKE ARKs  erklærede formål er at varetage de rådgivende arkitektvirksomheders erhvervsmæssige forhold samt at styrke virksomhedernes anseelse, kvalitative niveau og professionalisme som bygherrernes uvildige rådgivere.
Foreningen, der blev udskilt som selvstændig organisation fra Danske Arkitekters Landsforbund i 2004 og skiftede navn året efter (fra Praktiserende Arkitekters Råd (PAR)), har omkring 700 medlemsvirksomheder.